# Aquiulf
Aquiulf (en llatí: Achiulfus o At(h)iulfus) (270-340) segons la Getica de l'escriptor del segle vi Jordanes, va ser un rei gretung del segle iv, membre de la dinastia dels Amals. Pertanyia a la novena generació de líders gots, era fill d'Atal i pare d'Ansila, Ediulf, Vuldulf/Vultulf i Hermenric. Durant els seus anys de regnat els gots van ocupar les terres que rodegen el riu Volga i van sotmetre als sàrmates, escites i gèpids. Fou succeït pel seu fill Hermenric.